# Pierre-Ignace Chavatte
Pour les articles homonymes, voir Chavatte.
Pierre-Ignace Chavatte, chroniqueur et ouvrier sayetteur français, est né aux alentours de 1633 et est probablement mort en 1693. 
Inconnu de son vivant, il écrivit une chronique élaborée « des choses mémorables » dont il fut témoin. Ce récit est une source notable sur la vie ouvrière du XVIIe siècle, notamment étudiée par l'historien Alain Lottin.

## Biographie
Né aux alentours de 1633 dans la paroisse de Saint-Sauveur, à Lille, Pierre-Ignace Chavatte grandit dans un quartier d'artisans qualifiés dans la confection de draps en laine ; ces tisserands de tissus légers en laine sont appelés des sayetteurs. Sa mère étant sage femme, c'est de son père, maître sayetteur, que Chavatte apprend son métier artisanal. Il est un exemple d'un certain succès de la Contre-Réforme dans le nord de la France, en particulier à Lille où le taux d’alphabétisation était élevé. C'est par le biais de l'école dominicale de sa paroisse que cet homme du peuple apprit à lire et à écrire. 
Contemporain du Grand Siècle et du roi Louis XIV, Chavatte entreprit en 1657 l'écriture d'une chronique, composée des événements marquants à ses yeux, intitulée : Chroniques générales des choses mémorables copie du livre de Mathieu Manteau, augmenté de plusieurs choses de par moi Pierre Ignace Chavatte, fait en deux livres et durera jusqu'à deux siècles, sy Dieu me fait la grâce depuis l'an 1500. Cette œuvre est composée de deux livres ; si le premier n'est qu'une copie de la Chronique de Mathieu Manteau, le deuxième est issu de sa propre plume et ponctuellement illustré.
Ainsi, ce sayatteur nous livre, par divers exemples, d'utiles informations sur les difficultés à vivre au XVIIe siècle, nuançant donc l'image glorieuse du Grand Siècle. Témoin direct ou indirect de plusieurs catastrophes, il relate les cas de disettes des années 1661 - 1662 : « On mourroit presque de faim. [...] Et les gaignages n'estoient pas grand. Cette le bourreau de toutes les verges [la disette] que Dieu nous envoie », mais encore de la peste qui frappa Lille en 1667 : « Au mois d'octobre la peste commencha à regner en la ville de Lille ». 
Il offre également un témoignage des superstitions populaires qui avaient cours à son époque, preuve que le surnaturel faisait partie intégrante du quotidien des hommes du XVIIe siècle : « On ne faisoit que parlé d'un certain loup garou sur le chemin de nostre dame de grace lequel batois plusieurs personnes et mesme des religieux il n'esparnois personnes et mesme menoit avec luy une certaine beste avec un petit cordeau et le tenois avec sa main et ceste petite beste estoit comme une taupe on croiois plustost que c'estoit un diable ». Lottin explique que le loup garou est un lutin ou sorcier qui erre la nuit transformé en loup.
En 1667, Chavatte est témoin de la prise de Lille par les troupes du Roi-Soleil. Dans ses écrits il ne cache pas une certaine réticence à être sous la coupe du roi de France, probablement à l'image de ses contemporains lillois. À l'issue du traité d'Aix-la-Chapelle, qui confirme l'annexion de la ville à la France, il écrit : « C'estoit une paix sans joi parce qu'on demeuroit au roi de France ».
Alain Lottin estime la mort de Chavatte durant l'hiver 1692-1693. En effet il s'agit de la dernière date présente dans les chroniques de l'ouvrier. L'année 1692 correspond à une importante période de disette et de famine qui frappa le royaume de France, due à la conjonction de mauvaises récoltes et d'une augmentation des prix. L'historien Joël Cornette avance une perte de 20 % de la population adulte française ; il est donc probable que Pierre-Ignace Chavatte en fut l'une des victimes.

## Œuvre principale
- Chroniques générales des choses mémorables copie du livre de Mathieu Manteau, augmenté de plusieurs choses de par moi Pierre Ignace Chavatte, fait en deux livres et durera jusqu'à deux siècles, sy Dieu me fait la grâce depuis l'an 1500. Conservé à la BNF, Ms. 24.089, provient de la collection du comte de Waziers. XVIIe siècle.